# 酸化ベリリウム
酸化ベリリウム（さんかベリリウム、beryllium oxide）は、化学式 BeO で表されるベリリウムの酸化物である。ベリリア (beryllia) とも呼ばれる。

## 製法
水酸化ベリリウムあるいは炭酸ベリリウムを加熱分解して生成する。
{\displaystyle {\ce {Be(OH)2 -> BeO\ + H2O}}}
{\displaystyle {\ce {BeCO3{\cdot }4H2O->BeO\ +CO2\ +4H2O}}}
硝酸ベリリウムを加熱分解して生成する。
{\displaystyle {\ce {2Be(NO3)2{\cdot }3H2O->2BeO\ +4NO2\ +O2\ +6H2O}}}

## 性質
塩化ナトリウム型構造である他のアルカリ土類金属酸化物と異なり、酸化ベリリウムの結晶は六方晶系のウルツ鉱型構造で、ベリリウムおよび酸素原子は4配位である。その格子定数はa = 2.66Å、c = 4.37Åである。複屈折を示し、屈折率は通常光線に対し、1.719、異常光線に対し1.733である。
酸化アルミニウムとも類似し、強熱した結晶性のものは水、酸およびアルカリに不溶であるが、濃硫酸および濃塩酸と加熱すると硫酸ベリリウムおよび塩化ベリリウムをそれぞれ生成して溶解する。またモース硬度も9度とコランダムに匹敵する。フッ化水素酸にはフルオロ錯体を生成して溶解する。
{\displaystyle {\ce {BeO\ + H2SO4 -> BeSO4\ + H2O}}}
{\displaystyle {\ce {BeO\ + 4 HF -> H2[BeF4]\ + H2O}}}

## 用途
酸化ベリリウムはロケットエンジンの材料、触媒、原子炉の制御材および中性子の反射材として用いられる。また酸化ベリリウムは優れた電気絶縁体でかつ熱の良導体であるため半導体部品の材料として用いられる。